# Herbert Flam
Herbert Flam, född 7 november 1928 i New York, död 25 november 1980 i Los Angeles, Kalifornien, var en amerikansk tennisspelare. Flam var en av USA:s tio bästa spelare under 11-årsperioden 1948-58, och var vid tre tillfällen rankad som nummer två. År 1957 rankades han som världsfemma bland amatörspelare.

## Tenniskarriären
Flam vann juniortiteln i amerikanska mästerskapen 1943. År 1950 vann han både singel- och dubbel-titeln i den amerikanska NCAA-turneringen (se National Collegiate Athletic Association). Han nådde också finalen i Amerikanska mästerskapen 1950, men förlorade denna till Arthur Larsen. År 1951 nådde han semifinalen i Wimbledonmästerskapen, som han förlorade mot landsmannen Dick Savitt.
Säsongen 1957 nådde han singelfinalen i Franska mästerskapen. Han mötte där svensken Sven Davidson som vann med 6-3, 6-4, 6-4.
Flam deltog framgångsrikt i USA:s Davis Cup-lag perioden 1951-57. Han spelade totalt 14 matcher av vilka han vann 12.

## Spelaren och personen
Herbert Flam var känd för sin aggressiva spelstil, med en speciell förmåga att utnyttja motståndarens misstag och eventuella svagheter som han, som det sades om honom, "nosade upp" som en jakthund (på engelska; retriever).
Herbert Flam upptogs 1992 i International Jewish Sports Hall of Fame och är känd som en av de allra främsta judiska spelarna genom tennishistorien.